# Deštný prales (Městečko South Park)
Deštný prales (v anglickém originále Rainforest Shmainforest) je první díl třetí řady amerického komediálního animovaného televizního seriálu Městečko South Park. 

## Děj
Školní poradce Mackey pošle Erica, Stana, Kylea a Kennyho za trest za vyrušování s dětským pěvěckým sborem do Kostariky. Dětský sbor tam jede na turné, aby zachránil deštné pralesy. Po koncertě v San José se děti se svou vedoucí vydají do deštného pralesa, ale jejich průvodce zabije a sežere had. Potkají lidovou armádu, která bojuje s kostarickou fašistickou vládou a Janagapy (fonetická parodie na Janamamy), kteří je zajmou. Skupinu zachrání dřevorubci. Vedoucí chóru změní na deštné pralesy názor a děti zpívají píseň za vykácení deštného pralesa.